# 이상좌
이상좌(李上佐, 1465년~?)는 조선의 화가이다. 자는 공우, 호는 학포(學圃), 본관은 전주이다. 아들 이흥효(李興孝)도 화원이었다. 이배련(李陪連)과 동일인으로 보거나 다른 인물로 보기도 한다. 동일인으로 볼 경우 이숭효(李崇孝)도 그의 아들이 된다.

## 생애
본래 어느 선비의 노비 출신으로 어려서부터 그림을 잘 그렸는데, 특히 산수화·인물화에 뛰어났고 북종화풍(北宗畵風)의 그림을 그렸다. 중종의 특명으로 도화서에 벼슬 자리를 받았다. 중종이 죽자 그 초상화를 그렸다. 1546년 명종 때 공신들의 초상을 그려 원종공신(原從功臣)이 되었다. 그의 작품 <송하보월도>가 덕수궁 미술관에 소장되어 있다.